# 나가이 미치코
나가이 미치코(일본어: 永井 路子, 1925년 3월 31일~ )는 일본의 역사소설가이다. 본명은 구로이타 히로코(黒板 擴子)이다.

## 내력 및 인물
도쿄시(東京市) 혼고 구(本郷区)에서 태어났다. 친아버지는 구루시마 기요노리(来島清徳)、어머니는 성악가 나가이 도모코(永井智子)이다. 아버지는 그가 태어나고 몇 년만에 사망하였으며 어머니가 외동딸이었기 때문에 어머니의 본가를 이을 목적도 있고 해서 혈연적으로는 큰외삼촌에 해당하는 나가이 하치로지(永井八郎治)의 맏딸로 양녀 입적되었다. 세 살 때에 이바라키현(茨城県) 고가 정(古河町, 지금의 고가시)로 이주하였으며 그곳에서 자랐다. 이바라키 현립 고가 고등여학교(古河高等女学校, 지금의 이바라키 현립 고가제2고등학교現茨城県立古河第二高等学校)를 졸업하고 1944년 도쿄여자대학(東京女子大学) 국어전공부(国語専攻部)를 졸업하였다. 패전 뒤에는 도쿄 대학에서 경제사를 수학하였다.
1949년에 구로이타 노부오(黒板伸夫)와 결혼하고 도쿄・나카노(中野)로 옮겨 살았다.(구로이타 노부오는 역사학자인 구로이타 가쓰미黒板勝美의 조카이자 그 자신도 역시 역사학자이기도 하였다). 그 해에 쇼가쿠칸(小学館)에 입사하였으며 『여학생의 친구』(女学生の友)나 『마드모아젤』(マドモアゼル) 등의 잡지 편집 일을 하였다. 편집 일에 종사하는 한편으로 역사소설을 집필하여 1958년、나가이 미치코라는 필명을 쓰기 시작하였다.
편집자로써도 유능하였으며 「흰색 돗쿠리 스웨터에 검은색 타이트 차림으로, 밤늦게까지 일하는 그녀는 젊은 남자 직원들의 동경의 대상이었다」(白いトックリのセーターに黒のタイト姿で、夜遅くまで仕事をする彼女は若い男性社員の憧れの的であった)고 오무라 히코지로(大村彦次郎)는 술회하고 있다. 그가 담당한 작가 가운데는 마찬가지로 역사소설, 주로 추리소설로 이름을 알리게 되는 마쓰모토 세이초(松本清張)도 있었다. 『근대설화』(近代説話)의 동인이 되어 역사에 대한 독특한 시점으로 해당 동인지에 발표한 작품은 유명하였다. 근대설화의 발기인이었던 시바 료타로(司馬遼太郎)는 "이 잡지에서 손을 떼고 싶다"며 눈물까지 보였음에도 나가이가 나오키 상(直木賞)을 수상할 때까지는 잡지 발간을 계속하려고 생각했을 정도였다.
1961년 『마드모아젤』의 부편집장에서 퇴사하고 집필에 전념하였으며 1962년 가마쿠라 시(鎌倉市)로 이주하였다. 1964년、『염환』(炎環, 고후샤光風社、1964년 10월)으로 나오키 상을 수상하였다. 1984년에는 중세 일본을 제재로 한 작품으로 당시 일본의 역사소설계에 새로운 바람을 몰고 왔으며, 기쿠치 간 상(菊池寛賞)을 수상하였다.
태평양 전쟁 전부터 패전 뒤까지의 파란을 체험하고 일그러진 역사를 많은 자료와 설득력 있는 문장으로 극복해 냈다、평가를 받았다. 이제까지 정형화되어 있던 역사 속의 인물상、역사적 사건 등을 직관하고 남성의 그림자에 가려져 잘 눈에 띄지 않았던 여성들에게도 초점을 맞춘 작품이 많다. 또한 집필 때에 그 자신이 해당 역사 인물의 계도를 작성해 책에 게재하는 경우도 있었다. 평론에서는 친근한 문장을 사용하여、친숙하고 쉽게 하였다.
1995년、전후(戦後) 50년을 맞아 나가이 미치코는 앞으로 역사소설을 쓰지 않을 것이라고 선언하였다. 1998년、나가이 자신이 기증한 장서를 핵심 자료로 한 「고가 문학관」(古河文学館)이 개관되었다. 2000년、도쿄 ・ 시나가와(品川)로 이주하였다. 2003년、고가 문학관에서 「나가이 미치코 전(展)」이 개최되었으며, 아울러 나가이 미치코의 옛 집을 수복해 일반에 공개하게 되었다.
나가이의 작품은 NHK 대하드라마 『불놀이』(草燃える), 『모리 모토나리』(毛利元就)의 원작으로도 사용되었다.

## 한국에서의 소개
한국에는 나가이의 저작 가운데 《歷史をさわがせた女たち 外國篇》만이 《여자가 나라를 움직일 때》라는 제목으로 2012년에 지식여행사에서 번역되어 있다.

## 같이 보기
- 일본 문학